# Интерфейс транспортного уровня
В области проектирования компьютерных сетей Интерфейс транспортного уровня (от англ. Transport Layer Interface) (TLI) был сетевым API, поддерживаемым AT&T UNIX System V Release 3 (SVR3) и Release 4 (SVR4). TLI был двойником (но в System V) программного интерфейса сокетов Беркли. TLI позднее был стандартизирован как XTI, то есть X/Open Transport Interface.
Первоначально ожидалось, что протоколы OSI вытеснят TCP/IP, и таким образом TLI разрабатывался, исходя из точки зрения, ориентированной на модель OSI, то есть по аналогии с транспортным уровнем OSI. Другими словами, TLI выглядит схоже с сокетами (с точки зрения API).
TLI и XTI никогда широко не использовались в качестве BSD-сокетов, и хотя они все еще поддерживаются в операционных системах, произошедших от SVR4, как например, Solaris (так же как и «классическая» Mac OS в виде
Open Transport), именно сокеты приняты в качестве стандарта сетевых API.

## Дополнительные источники
- Стандарт XTI от Open Group
- Пример клиент-серверного приложения, работающего на Solaris и Linux